# Margaret Thom
Margaret Thom foi comissária dos Territórios do Noroeste, Canadá, entre 2017 e 2024. Ela atuou anteriormente como vice-comissária dos Territórios do Noroeste, de 2 de junho de 2005 até outubro de 2011.
Thom nasceu e cresceu em Fort Providence em uma família indígena e trabalhou em vários empregos antes de se matricular em um programa de aconselhamento no Aurora College durante a década de 1990, tornando-se conselheiro da Escola Deh Gáh em Fort Providence.

Thom é um membro do NWT Education Hall of Fame e foi premiada com o Territorial Wise Woman Award.